# 大皮德利斯基
49°54′50″N 24°20′47″E / 49.91389°N 24.34639°E
大皮德利斯基（羅馬化：Velyki Pidlisky），是烏克蘭的城鎮，位於該國西部利沃夫州，由舍普季茨基區新亞雷奇夫市鎮負責管轄，始建於1581年，面積1.05平方公里，海拔高度236米，2001年人口256，人口密度每平方公里244.74人。